# مركز لندون بي جونسون للفضاء
مركز لندون بي جونسون للفضاء للأختصار يعرف بـ (jsc) هو أحد المراكز التابعة الإدارة الوطنية للملاحة الفضائية والفضاء (ناسا) للتدريب على رحلات الفضاء البشرية والبحوث والتحكم في رحلات الفضاء . ويتكون المركز الواقع في هيوستن، تكساس على مجمع كبير يحوى قرابة المائة مبنى وقد شيدت على مساحة 1620 فدان . ويعتبر المركز مواطن رواد الفضاء الأمريكين وهو المسئول عن تدريب رواد الفضاء الأمريكيين وشركائها الدوليين .وهو مركز التحكم بالمهمات الفضائية حيث يتم التعامل مع جميع المهمات الفضائية المأهولة منها محطة الفضاء الدولية. كان يسمى في البداية مركز المركبات الفضائية المأهولة، حيث تجري ناسا هناك تدريبات الرحلات الفضائية، والأبحاث المتعلقة بها، وعمليات التحكم بالرحلات. أُنشئ  هذا المركز بواسطة شركة جوزيف إل. سميث وشركاه، واستأجرته وكالة ناسا. أُعيد تسمية هذا المركز على شرف الرئيس الأمريكي، الذي نشأ بولاية تكساس، لندون بي. جونسون، في قانون بمجلس الشيوخ الأمريكي يوم 18 فبراير عام 1973.
يتكون هذا المركز من مجمع مكون من 100 مبنى، ومُشيد على مساحة 1620 فدانًا في منطقة كلير ليك بهيوستن، التي حصلت على اسمها الرسمي المستعار «المدينة الفضائية» في عام 1967. يعتبر هذا المركز مقر فيلق رواد الفضاء التابع لوكالة ناسا، وهو مسؤول عن تدريب رواد الفضاء الأمريكيين ورواد الفضاء من الشركاء الدوليين. أصبح هذا المركز معروفًا بين العامة بوظيفته في التحكم بالرحلات الفضائية، وعُرف المركز باسم «مركز التحكم بالمهمة» و«هيوستن» خلال رحلات جيميني، وأبوللو، وسكاي لاب، وأبوللو-سويوز، وبرنامج المكوك الفضائي.
نشأ مركز المركبات الفضائية المأهولة في البداية من مجموعة المهام الفضائية (STG)، التي كانت بقيادة روبرت غيلروث، والتي شُكلت لتنسيق البرنامج الأمريكي للرحلات الفضائية المأهولة. أُقيمت هذه الجموعة في مركز لانغلي البحثي بهامبتون  في فيرجينيا، ولكنها، من الناحية التنظيمية، كانت تقدم تقاريرها إلى مركز غودارد للرحلات الفضائية الذي يقع خارج واشنطن العاصمة وبالقرب منها. بدأ وضع الخطط في عام 1961 لتوسيع أعداد العاملين بهذه المجموعة لتصبح منظمةً قائمةً بذاتها، لتلبية الاحتياجات المتزايدة لبرنامج الرحلات الفضائية المأهولة بالولايات المتحدة، وانتقلت هذه المجموعة إلى منشأة جديدة. وشُيدت هذه المنشأة خلال عامي 1962 و1963 على أرض تبرعت بها شركة همبل للنفط من خلال جامعة رايس، وافتُتح المركز رسميًا في سبتمبر عام 1963. واليوم، أصبح مركز جونسون للفضاء واحدًا من المراكز الميدانية العشرة الكبرى لوكالة ناسا.

## تاريخ
تعود أصول مركز جونسون للفضاء إلى مجموعة المهام الفضائية التابعة لوكالة ناسا. وبدأ مهندسو مركز لانغلي البحثي، بدايةً من يوم 5 نوفمبر عام 1958، في إدارة مشروع ميركوري تحت قيادة روبرت غيلروث ومتابعة برامج الفضاء المأهولة. كانت المجموعة تقدم تقاريرها في البداية إلى مركز غودارد للرحلات الفضائية، وبلغ إجمالي عدد العاملين بها 37 مهندسًا، وثمانية أمناء و«حواسيب» بشريين (وهن سيدات كن ينفذن العمليات الحسابية على آلات حاسبة ميكانيكية للجمع). وفي عام 1959، توقف 32 مهندسًا كنديًا أُضيفوا إلى المركز عن العمل  بعد إلغاء مشروع أفرو كندا سي إف-105 السهم. أدرك توماس كيث غلانن، أول رئيس لوكالة ناسا، أن نمو برنامج الفضاء الأمريكي سيؤدي إلى نمو هذه المجموعة لتخرج من سلطة مركز لانغلي ومركز غودارد وستحتاج أن يكون لها مقرًا خاصًا بها. وفي يوم 1 يناير عام 1961، كتب غلانن مذكرةً لرئيس المجموعة الذي سيخلفه، والذي لم يكن معروفًا آنذاك، وهو جيمس إي. ويب، ليوصيه على اختيار موقعًا جديدًا للمجموعة. وفي أواخر نفس العام، عندما وضع الرئيس جون إف. كينيدي هدف الهبوط بالبشر على سطح القمر في نهاية ذاك العقد، أصبح الأمر واضحًا أمام غيلروث بأنه سيحتاج منظمةً أكبر لقيادة برنامج أبوللو، مع منشآت اختبارية جديدة ومختبرات بحثية.

## الأفراد والتدريب
يعمل نحو 3200 خادم مدني، بما يشمل 110 رواد فضاء، بمركز جونسون للفضاء. يتكون الجزء الأكبر من القوة العاملة بالمركز من أكثر من 11000 مقاول. وفي أكتوبر عام 2014، استحوذت شركة ستينغر غافاريان تكنولوجيز على العقد الرئيسي الذي كان لشركة يونايتد سبيس أليانس. وفي مايو عام 2018، أصبح مارك إس. غاير المدير رقم 12 للمركز، وكان روبرت غيلروث المدير الأول.
أجرت ناسا عمليات تدريب رواد الفضاء التابعين لها بمركز جونسون للفضاء. وحصل المرشحون ليكونوا رواد فضاء على تدريبهم على أنظمة المركبات الفضائية وفي العلوم الأساسية التي تشمل الرياضيات، والتوجيه والملاحة، وعلم المحيطات، والديناميكا المدارية، وعلم الفلك، والفيزياء. كان المرشحون ملزمين بإنهاء التدريب العسكري للبقاء أسفل الماء قبل أن يبدأوا في دروس الطيران الخاصة بهم. طُلب من المرشحين أيضًا أن يكونوا مؤهلين للغطس باستخدام معدات سكوبا لإجراء تدريبات النشاط خارج المركبة، وكانوا ملزمين أيضًا بالنجاح في اختبار السباحة. نُفذت تدريبات النشاط خارج المركبة بمركز تدريب سوني كارتر. دُرب المرشحون أيضًا على التعامل مع حالات الطوارئ المتعلقة بالضغوط الجوية المرتفعة والمنحفضة، وعُرضوا لبيئة الجاذبية الصغرى الخاصة بالرحلات الفضائية. حافظ المرشحون على إتقانهم للطيران من خلال الطيران لمدة 15 ساعةً شهريًا على أسطول طائرات التدريب النفاثة تي-38 التابع لوكالة ناسا بقاعدة إلينغتون القريبة من المركز.

## الأبحاث
يقود مركز جونسون للفضاء البرامج البحثية الطبية والعلمية المتعلقة بالرحلات الفضائية المأهولة الخاصة بوكالة ناسا. تُستخدم التقنيات المُطورة للرحلات الفضائية حاليًا في العديد من مجالات الطب، والطاقة، والنقل، والزراعة، والاتصالات، والإلكترونيات.
يجري مكتب أبحاث المواد الفلكية وعلوم الاستكشاف (أريس) الأبحاث الفيزيائية بالمركز. ويوجه مكتب أريس ويدير كافة الوظائف والأنشطة الخاصة بعلماء المكتب الذين يجرون الأبحاث الأساسية في علوم الأرض، والعلوم الكوكبية، وعلوم الفضاء. يقدم علماء ومهندسو مكتب أريس الدعم لبرامج الرحلات الفضائية المأهولة والروبوتية. تتضمن مسؤوليات المكتب أيضًا التفاعل مع مكتب السلامة وتأمين المهمة وبرامج الرحلات الفضائية المأهولة.
مُنح مركز جونسون للفضاء تمديدًا لمدة خمس سنوات بقيمة 120 مليون دولار على اتفاقيته مع المعهد الوطني لأبحاث الفضاء الطبية الحيوية بكلية بايلور للطب، لدراسة المخاطر الصحية المتعلقة بالرحلات الفضائية التي تستغرق فترات طويلة. سيسمح هذا التمديد باستمرار الأبحاث الطبية الحيوية، التي بدأها المعهد مع برنامج الأبحاث البشرية بناسا، في دعم وجود البشر بالفضاء لفترات طويلة.
يعتبر برنامج تقليل التنفس الأكسجيني المسبق أحد برامج الدراسات البحثية بمركز جونسون للفضاء، والذي يُطوَّر حاليًا لتحسين السلامة والكفاءة في عمليات النشاط خارج المركبة من محطة الفضاء الدولية.
طُور البرنامج الحاسوبي أوفرسيت غريد-فلو بمركز جونسون للفضاء بالاشتراك مع مركز أميس للأبحاث التابع لناسا. يحاكي هذا البرنامج سريان الموائع حول الأجسام الصلبة مستخدمًا ديناميكا الموائع الحسابية.

## البستان التذكاري
خُلدت ذكرى رواد الفضاء، ومديري المركز، والموظفين الآخرين بوكالة ناسا في بستان تذكاري بالقرب من المدخل الرئيسي ومركز تأشيرات الزوار (المبنى 110). وُضعت الأشجار التي تحمل ذكرى رواد الفضاء ومديري المركز في مجموعة دائرية قريبة من المدخل، ووُضعت الأشجار التي تحمل ذكرى بقية الموظفين في الخلف على طول الطريق المؤدي إلى المدخل الرئيسي بالمنشأة.

## تقاعد المكوك الفضائي
حاول مركز جونسون للفضاء أن يكون ضمن المواقع التي ستعرض إحدى مركبات المكوك الفضائي المتقاعد المدارية، ولكن لم تختره وكالة ناسا.